# 临清舍利宝塔
临清舍利宝塔，位于山东省聊城市临清市北3公里卫运河东岸，是中华人民共和国山东省文物保护单位之一。
1992年6月12日，授予山东省文物保护单位，是一座古建筑及历史纪念建筑。